# Rio Blanco (vattendrag i Chile, Región de Aisén)
Rio Blanco är ett vattendrag i Chile.   Det ligger i regionen Región de Aisén, i den södra delen av landet, 1 400 km söder om huvudstaden Santiago de Chile.
Omgivningen kring Rio Blanco är i huvudsak ett öppet busklandskap. Området är mycket glesbefolkat, med 6 invånare per kvadratkilometer.